# Schwerteck
Das Schwerteck ist ein 3247 m ü. A. hoher Berg in der Glocknergruppe im österreichischen Bundesland Kärnten.

## Lage
Das Schwerteck liegt rund drei Kilometer südöstlich vom Großglockner. Der Gipfel ist der Endpunkt eines von Osten nach Westen ansteigenden Grates zwischen dem Leitertal im Süden und Pasterze beziehungsweise Mölltal im Norden. Die Gipfel von Osten beginnend sind Erster Leiterkopf (2483 m), Zweiter Leiterkopf (nur ein markanter Höcker ohne Gipfel-Charakter), Dritter Leiterkopf (2891 m), Schwertkopf (3099 m) und Schwerteck. Zwischen Schwertkopf und Schwerteck springt rechtwinklig ein scharfer Grat nach Süden ab, genannt „das Schwert“, das auch den benachbarten Gipfeln den Namen gab.
Das Schwerteck liegt in der Gemeinde Heiligenblut und gehört zum Nationalpark Hohe Tauern. Seine Dominanz beträgt 2,84 Kilometer.

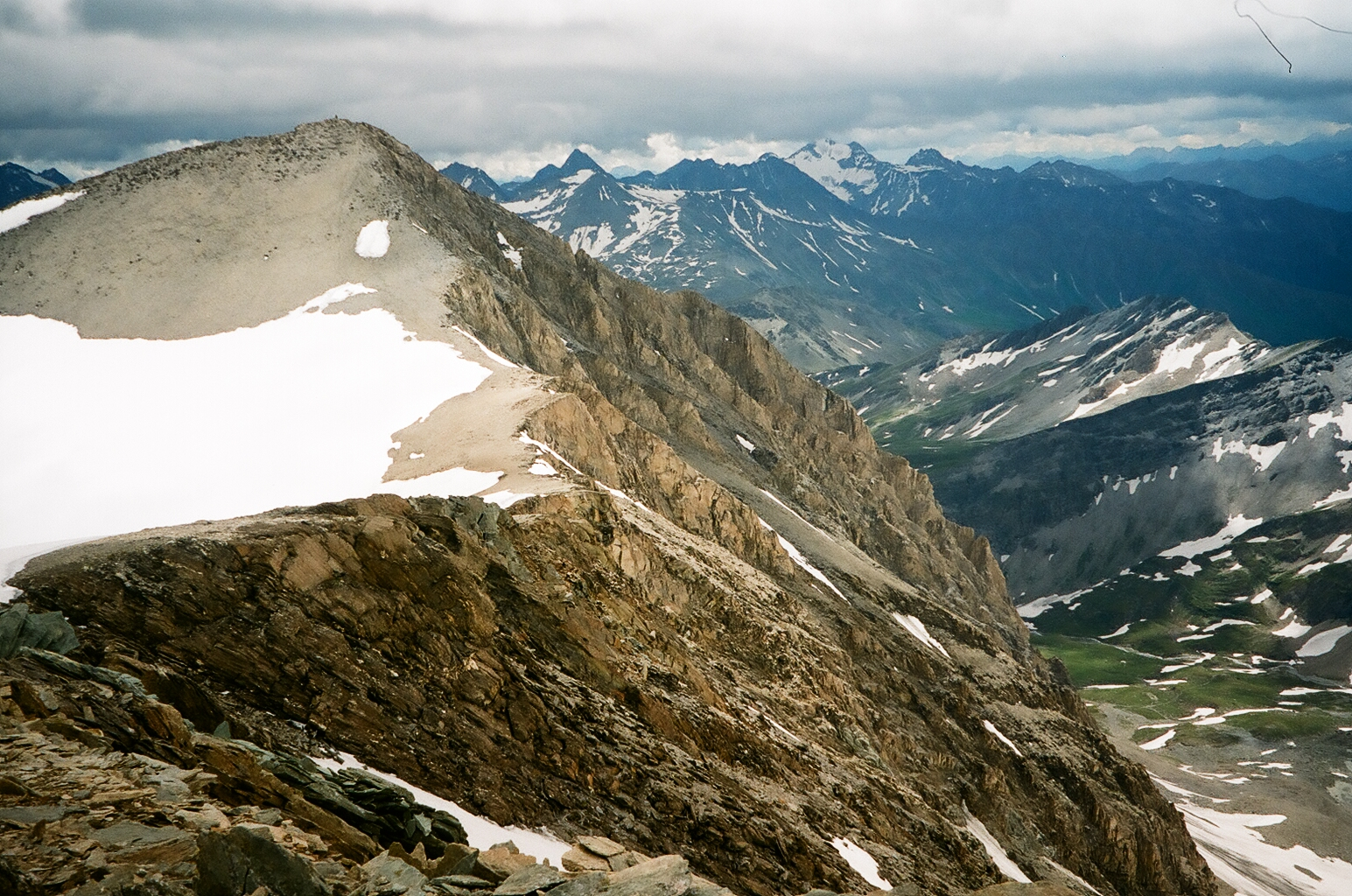
Das Schwerteck von Norden vom Kellerskopf

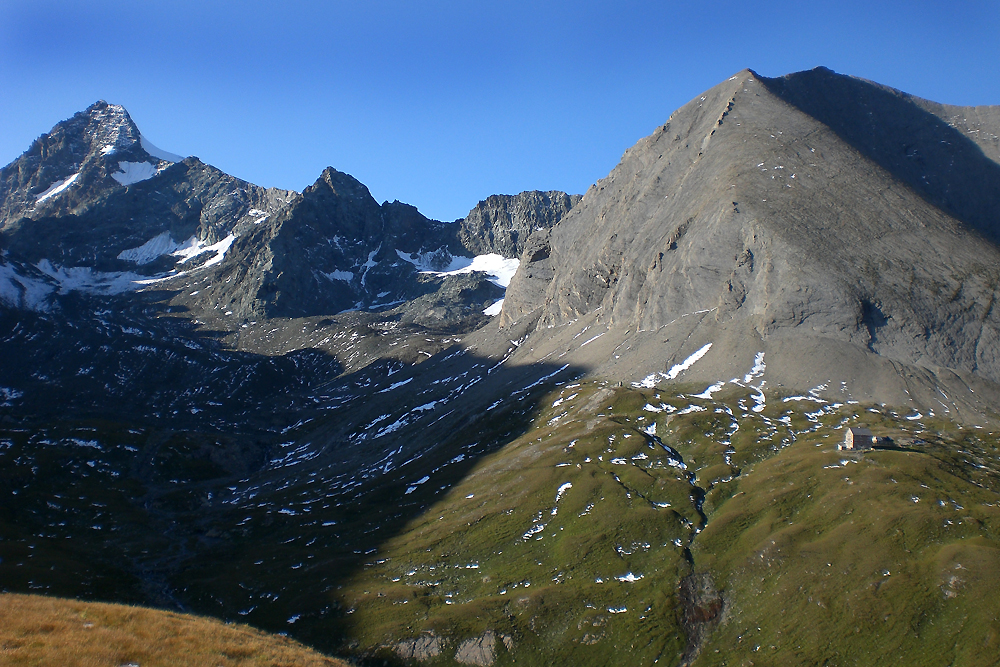
Rechts das Schwerteck von Süden, davor die Salmhütte, links der Großglockner.

## Anstieg
Es gibt keinen markierten Weg auf das Schwerteck, alle Anstiege sind anspruchsvoll. 

### Anstieg von Süden
Ausgangspunkt für diesen Anstieg ist die Salmhütte, die am südlichen Fuß des Berges liegt. Direkt von der Hütte steigt man über einen steilen Grashang Richtung Norden. Bald wird das Gras von Schutt abgelöst und der Anstieg wird mit der Höhe immer felsiger. Man hält sich anfangs an den rechten Rand der gleichmäßig steilen Flanke, erst bei etwa 3000 Meter Seehöhe wechselt man nach links. Dort gelangt man auf einen Rücken, der flacher wird. So erreicht man einen Vorgipfel etwa 100 Höhenmeter unter dem Gipfel. Der Grat zum Schwerteck ist ausgesetzter brüchiger Fels und erfordert Erfahrung mit Klettern im Schwierigkeitsgrad II.
Eine Variante für den Aufstieg ist weiter im Westen. Dazu folgt man von der Salmhütte erst dem Weg Richtung Großglockner und biegt bei etwa 2780 m ü. A., wo der Weg flacher wird, rechts ab. Zwischen Felswänden steigt man Richtung Nordnordost auf, lässt den Gipfel dabei rechts liegen und kommt nördlich vom Schwerteck in die Scharte zum Kellerskopf. Von hier geht man zum Gipfel nach Süden. 

### Anstieg von Norden
Ausgangspunkt ist das Glocknerhaus. Von hier folgt man dem Weg 741 und geht zum Stausee Margaritze hinunter und über zwei Dammkronen zum Südufer. Dort wendet man sich nach Westen und erreicht rasch eine markante Rinne, in der man aufsteigt. Oben wird es flacher und man quert etwa 400 Meter nach Westen zu den Seebächen und steigt dort das steile Kar bis zum Schwerteckkees auf. Hier geht man links steil hinauf, bis man den flacheren Teil des Keeses erreicht. Die Nordwand des Schwertkopfs entlang erreicht man bei 3100 Höhenmetern einen flachen Boden, über den man zum Nordwestgrat des Schwertecks und zum Gipfel gelangt.

### Gipfel und Abstieg
Vom Gipfel hat man einen schönen Ausblick auf Racherin, Fuscher-Kar-Kopf, Wiesbachhorn, Großen Bärenkopf und den Großglockner im Norden und den Großvenediger im Westen. Im Süden sieht man die Berge der Schobergruppe.
Als Abstieg sind sowohl die Süd- als auch die Nordvariante möglich. Bei guter Schneelage (eventuell in Mai und Juni) ist für Könner eine Abfahrt mit Schiern auf der Nordvariante möglich.

## Hütten
Die nächste Hütte ist die Salmhütte südlich des Gipfels. Gut erreichbar ist das Glocknerhaus an der Großglockner-Hochalpenstraße. Relativ nahe liegt auch die Erzherzog-Johann-Hütte, diese ist jedoch nur über den Kellersberg und Kletterei im 3. Schwierigkeitsgrad erreichbar.